# Ørjan Nilsen

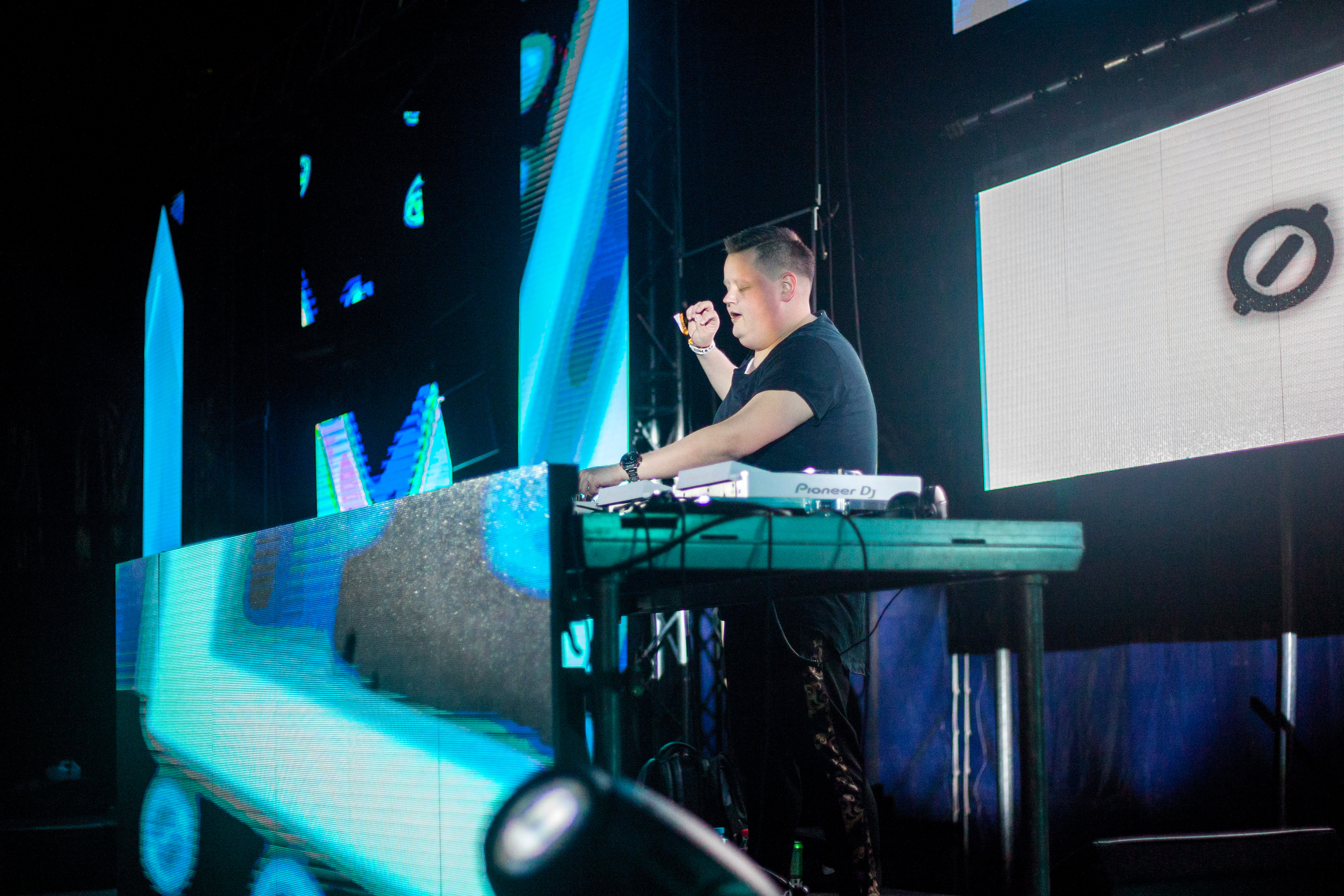
Ørjan Nilsen (2019)

Ørjan Nilsen (* 14. Juni 1982 in Kirkenes) ist ein norwegischer DJ und Musikproduzent im Bereich Trance und Progressive.

## Leben
Ørjan Nilsen bekam im Alter von sieben Jahren sein erstes Keyboard und übte darauf regelmäßig. Im Alter von 16 Jahren erhielt er schließlich seinen ersten Synthesizer und ein Jahr später begann er auf dem PC zu experimentieren. Ende 2004 hatte er einige inoffizielle Remixe und Eigenproduktionen produziert und über die Website trance.nu wurde die Trance-Community auf ihn aufmerksam.
2006 erschien seine erste Vinyl-Veröffentlichung Arctic Globe / Prison Break bei Intuition Recordings. Arctic Globe kam schließlich in den niederländischen Dance-Charts auf Platz eins. 2008 wurde seine Produktion Be As One (La Guitarra) auf Armin van Buurens Musiklabel Armada Music veröffentlicht. Sehr erfolgreich war auch die Produktion Between the Rays, die auf Armins Jahrescompilation A State of Trance 2011 kam. Im Juni 2011 erschien Ørjans Debütalbum In My Opinion.
2012 kam er auf Platz 32 in der jährlichen Wahl der Top 100 DJs von DJ Magazine. Im selben Jahr war er an den International Dance Music Awards (IDMA) als „Best Break-Through DJ“ nominiert. Die Auszeichnung ging schließlich an Hardwell.

## Diskografie

### Alben
- 2011: In My Opinion
- 2013: No Saint Out of Me
- 2018: Prism

### Singles
- 2006: Arctic Globe/Prison Break
- 2007: Lost Once (vs. Octagen)
- 2007: In Fusion/Spawns
- 2007: Orlando/Amytal
- 2008: Villa Blanca/Soulflayer
- 2008: Be As One (La Guitarra)
- 2008: Woodchunk/Charger
- 2008: Vivida/Silver State
- 2008: La Guitarra/Scrubs
- 2008: Black Mamba
- 2009: Moving Mojave/Bloodtrain
- 2010: Sanctuary/The Odd Number
- 2010: Shoutbox!
- 2010: Lovers Lane
- 2010: So Long Radio
- 2011: Between the Rays / The Mule
- 2011: Anywhere But Here (feat. Neev Kennedy)
- 2011: Mjuzik
- 2011: Go Fast!
- 2011: Viking / Atchoo!
- 2012: Lucky Strike / Legions
- 2012: The Music Makers (mit Arnej)
- 2012: Belter (mit Armin van Buuren)
- 2012: Amsterdam
- 2012: Endymion
- 2012: Phireworx
- 2012: Copperfield
- 2012: Burana / Filthy Fandango
- 2013: No Saint Out of Me
- 2013: Violetta
- 2013: XIING
- 2013: Fable (mit Fingerling)
- 2013: Mafioso
- 2014: The Late Anthem [Way Too Late Mix]
- 2015: Now We Are Talking

### Remixe (Auswahl)
- 2006: Galen Behr vs. Hydroid – Carabella
- 2007: John O’Callaghan feat. Bryan Kearney – Exactly
- 2007: Temple One – Forever Searching
- 2008: Marcus Schössow – The Last Pluck
- 2009: 4 Strings – Let Me Take Your Breath Away
- 2009: Mike Koglin feat. Tania Laila – Find Me
- 2009: Three Drives – Automatic City
- 2010: Gaia – Aisha
- 2010: Jonas Steur feat. Julie Thompson – Side By Side
- 2011: Whiteroom feat. Amy Cooper – Someday
- 2011: John O’Callaghan & Timmy & Tommy – Talk to Me
- 2011: Cosmic Gate & Emma Hewitt – Be Your Sound
- 2013: Armin van Buuren feat. Lauren Evans – Alone